# Régis Loisel
Régis Loisel (4 de diciembre de 1951) es un historietista y dibujante de cómics francés, conocido por ilustrar la serie La búsqueda del pájaro del tiempo (La Quete de l'Oiseau du Temps), guionizada por Serge Le Tendre, y por su versión del clásico de James Matthew Barrie, Peter Pan.